# Alexander Hack
Alexander Hack (Memmingen, Baviera, 8 de septiembre de 1993) es un futbolista alemán. Juega de defensa y su equipo es el New York Red Bulls de la Major League Soccer.

## Trayectoria
Hack llegó al Maguncia 05 II en 2014 proveniente del SpVgg Unterhaching. Debutó con el primer equipo del Maguncia 05 en la temporada 2015-16. Renovó su contrato con el club hasta 2022 en junio de 2017.
El 20 de diciembre de 2024 se anunció su fichaje por New York Red Bulls para los siguientes dos años con opción a un tercero.

## Selección nacional
Fue internacional en categorías inferiores con la selección de Alemania sub-20 entre 2013 y 2014.

## Estadísticas
Actualizado al último partido disputado el 28 de mayo de 2024.
| FC Memmingen · Alemania           | 4.ª           | 2012-13       | 34  | 2  | —  | — | — | — | 34  | 2  |
| FC Memmingen · Alemania           | Total club    | Total club    | 34  | 2  | 0  | 0 | 0 | 0 | 34  | 2  |
| SpVgg Unterhaching · Alemania     | 3.ª           | 2013-14       | 28  | 1  | —  | — | — | — | 28  | 1  |
| SpVgg Unterhaching · Alemania     | Total club    | Total club    | 28  | 1  | 0  | 0 | 0 | 0 | 28  | 1  |
| 1. FSV Maguncia 05 II · Alemania  | 3.ª           | 2014-15       | 20  | 0  | —  | — | — | — | 20  | 0  |
| 1. FSV Maguncia 05 II · Alemania  | 3.ª           | 2015-16       | 17  | 0  | —  | — | — | — | 17  | 0  |
| 1. FSV Maguncia 05 · Alemania     | 1.ª           | 2015-16       | 7   | 0  | 0  | 0 | — | — | 7   | 0  |
| 1. FSV Maguncia 05 II · Alemania  | 3.ª           | 2016-17       | 6   | 0  | —  | — | — | — | 6   | 0  |
| 1. FSV Maguncia 05 II · Alemania  | Total club    | Total club    | 43  | 0  | 0  | 0 | 0 | 0 | 43  | 0  |
| 1. FSV Maguncia 05 · Alemania     | 1.ª           | 2016-17       | 15  | 0  | 1  | 0 | 2 | 1 | 18  | 1  |
| 1. FSV Maguncia 05 · Alemania     | 1.ª           | 2017-18       | 15  | 1  | 2  | 0 | — | — | 17  | 1  |
| 1. FSV Maguncia 05 · Alemania     | 1.ª           | 2018-19       | 14  | 1  | 1  | 0 | — | — | 15  | 1  |
| 1. FSV Maguncia 05 · Alemania     | 1.ª           | 2019-20       | 14  | 0  | 0  | 0 | — | — | 14  | 0  |
| 1. FSV Maguncia 05 · Alemania     | 1.ª           | 2020-21       | 21  | 1  | 1  | 0 | — | — | 22  | 1  |
| 1. FSV Maguncia 05 · Alemania     | 1.ª           | 2021-22       | 28  | 3  | 2  | 0 | — | — | 30  | 3  |
| 1. FSV Maguncia 05 · Alemania     | 1.ª           | 2022-23       | 19  | 0  | 3  | 1 | — | — | 22  | 1  |
| 1. FSV Maguncia 05 · Alemania     | Total club    | Total club    | 133 | 6  | 10 | 1 | 2 | 1 | 145 | 8  |
| Al-Qadisiyah F. C. Arabia Saudita | 2.ª           | 2023-24       | 27  | 1  | 1  | 0 | — | — | 28  | 1  |
| Al-Qadisiyah F. C. Arabia Saudita | Total club    | Total club    | 27  | 1  | 1  | 0 | 0 | 0 | 28  | 1  |
| Total carrera                     | Total carrera | Total carrera | 265 | 10 | 11 | 1 | 2 | 1 | 278 | 12 |
| 1. 2.                             |               |               |     |    |    |   |   |   |     |    |